# Anders Mårtensson
Pour les articles homonymes, voir Mårtensson.
Anders Mårtensson, né le 17 février 1893 à Södra Sandby et mort le 17 juillet 1973 à Skövde, est un cavalier suédois de voltige.
Il participe aux Jeux olympiques d'été de 1920 à Anvers et remporte la médaille de bronze de l'épreuve par équipe de voltige.